# Santiago de Litém
Pour les articles homonymes, voir Santiago (homonymie).
Santiago de Litém est une freguesia portugaise située dans le District de Leiria.
Avec une superficie de 31,02 km2 et une population de 2 550 habitants (2001), la paroisse possède une densité de 82,21 hab/km2.